# Kwas tioglikolowy
Kwas tioglikolowy – organiczny związek chemiczny, siarkowy analog kwasu glikolowego.
Jest to bezbarwna, oleista ciecz o przykrym zapachu. Miesza się z wodą, etanolem i eterem. Łatwo ulega utlenieniu, szczególnie w obecności śladów miedzi, żelaza i manganu. Można go otrzymać w wyniku działania wodorosiarczków litowców na kwas chlorooctowy.